# Радутино (Московская область)
Радутино — деревня в Чеховском районе Московской области, в составе муниципального образования сельское поселение Стремиловское (до 28 февраля 2005 года входила в состав Стремиловского сельского округа)>.

## Население
| 2002 | 2006 | 2010 |
| ---- | ---- | ---- |
| 0    | ↗4   | ↘3   |

## География
Радутино расположено примерно в 13 км на юго-запад от Чехова, на безымянном левом притоке реки Нара, высота центра деревни над уровнем моря — 172 м.